# 術科学校 (海上自衛隊)
術科学校（、略称：術校（）、英称：MSDF Service School、英略称：MSS）とは、海上自衛隊において教育訓練を行っている機関の一つであり、第1術科学校から第4術科学校まで置かれている。

## 概要
1953年（昭和28年）9月16日、海上自衛隊の前身である保安庁警備隊の教育機関として横須賀市田浦の旧海軍水雷学校跡地に警備隊術科学校が発足した。警備隊術科学校の所掌業務は砲術、掃海、航海、通信、機関、応急及び補給等に関する業務に必要な知識及び技術を修得させることであった。教育する学生は甲種学生（幹部警備官）及び乙種学生（警備士補以下の警備官）及び幹部候補生であったが、このほか入隊講習員（公募の幹部警備官及び警備士補）の教育も行われていた。1954年（昭和29年）7月1日、海上自衛隊発足により警備隊術科学校は海上自衛隊術科学校と改称された。後に第1から第4術科学校まで分かれることとなった。
2022年（令和4年）12月に閣議決定された防衛力整備計画では、「一元的な教育の実施及び教育効果の向上のため、海上自衛隊第1術科学校及び第2術科学校を統合する」とされた。

## 各術科学校
- 海上自衛隊第1術科学校：江田島地区所在。主として機関科を除く水上艦艇術科教育等を担当。
- 海上自衛隊第2術科学校：横須賀・田浦地区所在。主として機関科関係、情報、外国語等の教育を担当。
- 海上自衛隊第3術科学校：下総地区所在。主として航空機関係、航空基地関係等の教育を担当。
- 海上自衛隊第4術科学校：舞鶴地区所在。業務管理や経理・補給等の教育を担当。

## 少年術科学校
1970年（昭和45年）3月2日から1982年（昭和57年）9月30日までの間は海上自衛隊生徒の教育を担任するための機関として「海上自衛隊少年術科学校」が置かれていた。生徒教育は、1982年（昭和57年）10月1日、少年術科学校が廃止され、第1術科学校生徒部に縮小されている。その生徒部も、海上自衛隊生徒制度の廃止に伴い、2011年（平成23年）4月1日をもって廃止された。
| 代 | 氏名       | 在任期間            | 出身校・期 | 前職                                                              | 後職                                           |
| -- | ---------- | ------------------- | ---------- | ----------------------------------------------------------------- | ---------------------------------------------- |
| 1  | 宮田敬助   | 1970.3.2 1970.12.31 | 海兵69期   | 海上幕僚監部総務部総務課長 →1970.1.16 第1術科学校付               | 第3護衛隊群司令                                |
| 2  | 折島忠五郎 | 1971.1.1 1972.3.31  | 海機49期   | 海上自衛隊第2術科学校副校長 兼 総務部長 →1970.12.16 第2術科学校付 | 横須賀地方総監部幕僚長                         |
| 3  | 大堀 正    | 1972.4.1 1973.6.30  | 海兵69期   | 阪神基地隊司令                                                    | 海上自衛隊幹部学校副校長                       |
| 4  | 左近允尚敏 | 1973.7.1 1974.6.15  | 海兵72期   | 海上幕僚監部防衛部通信課長 →1974.1.1 海将補昇任                   | 第4護衛隊群司令                                |
| 5  | 佐藤秀一   | 1974.6.16 1976.3.31 | 海兵72期   | 横須賀地方総監部防衛部長                                          | 中央通信隊群司令                               |
| 6  | 西山一夫   | 1976.4.1 1977.8.31  | 海機54期   | 海上自衛隊幹部候補生学校副校長 →1976.7.1 海将補昇任               | 佐世保地方総監部幕僚長                         |
| 7  | 宮森 通    | 1977.9.1 1979.8.31  | 海兵74期   | 海上自衛隊幹部学校教育部長                                        | 海上幕僚監部付 →1980.1.1 退職                  |
| 8  | 辻 邦雄    | 1979.9.1 1980.12.4  | 海兵74期   | 統合幕僚会議事務局第2幕僚室長 →1979.8.1 海上幕僚監部付            | 海上幕僚監部付 →1981.2.10 停年退職（海将昇任） |
| 9  | 工藤昭一   | 1980.12.5 1982.9.30 | 海兵74期   | 海上自衛隊幹部学校研究部長                                        | 海上幕僚監部付 →1982.12.21 退職                |